# Poroštica (gmina Medveđa)
Poroštica (cyr. Пороштица) – wieś w Serbii, w okręgu jablanickim, w gminie Medveđa. W 2011 roku liczyła 33 mieszkańców.